# Tride Songtsen
Tridé Songtsen (em tibetano: ཁྲི་ལྡེ་སྲོང་བཙན,  Wylie:Khri-lde-srong-btsan, também conhecido como Sadnalegs (em tibetano: སད་ན་ལེགས, foi imperador do Império Tibetano e reinou reinou aproximadamente entre 800 e 815, embora vários relatos afirmem que o início de seu reinado ocorreu em 797 ou 804.

## Antecedentes
Tridé Songtsen era o filho mais novo do rei Trisong Detsen. Em 797 Trisong se aposentou para morar em Zungkar e entregou o poder a seu segundo filho, Muné Tsenpo. A partir desse ponto, há muita confusão nas várias fontes históricas. Parece que houve uma luta pela sucessão após a morte de Trisong. Não está claro quando Trisong morreu ou por quanto tempo Muné Tsenpo reinou. Algumas fontes afirmam que Muné foi envenenado por sua mãe, que tinha ciúmes de sua bela esposa.
Seja qual for o caso, tanto o Antigo Livro dos Tang quanto as fontes tibetanas concordam que, como Muné Tsenpo não tinha herdeiros e o trono passou para seu irmão mais novo, Tridé Songtsen que de qualquer forma já estava no trono em 804.
Seu outro irmão, Mutik Tsenpo, aparentemente não foi considerado para o cargo porque ele havia anteriormente assassinado um ministro sênior e havia sido banido para Lhodak Kharchu, perto da fronteira com o Butão. Apesar que a fontes que acreditam que ele tenha ascendido ao trono depois de Muné.

## Reinado
Como ele era muito jovem quando subiu ao trono, Tridé foi assistido por quatro ministros experientes: Drenka Pelgyi Yönten, Nyang Tingdzin Zhangpo, Zhangdo Trisher e Ngenlam Trigyel dos quais os dois primeiros eram também Bandré (monges budistas). Eles seguiram as políticas dos reis anteriores. Tridé tinha quatro esposas de diferentes clãs tibetanos.
Tride Songtsen se dedicou ao desenvolvimento do budismo e manteve um bom relacionamento com os Tang. Seu reinado durou 16 anos.

## Atividades políticas e militares
Embora as forças tibetanas tenham lutado contra os chineses entre 799 e 803, com batalhas em Yanzhou (na atual Ningxia), Lingzhou (na atual condado de Zoigê, Sujuão), Weizhou (no atual condado de Li, Sujuão), Yazhou (atual Ya'an, Sujuão) e Suizhou (Xichang, Sujuão), enviados começaram a viajar regularmente a partir de 804 entre Lassa e Changan, embora nenhum tratado formal tenha sido assinado. Quando o imperador Dezong morreu em 805, Tride Songtsen enviou presentes de ouro, prata, tecido, bois e cavalos para seu funeral.
O exército tibetano continuou a atacar os árabes a oeste e, de acordo com Iacubi, eles sitiaram Samarcanda, a capital da Transoxiana na época. Finalmente, o governador tibetano do Turquestão apresentou uma estátua feita de ouro e pedras preciosas ao califa árabe Almamune (r. 813–833). Esta estátua foi posteriormente enviada para a Caaba em Meca.

## Morte e sucessão
Tride Songtsen provavelmente morreu em 815, embora os Anais Azuis (deb ther sngon po) afirme que foi em 814. Teve cinco filhos, o primeiro tornou-se monge, os dois últimos morreram na infância. Quando Tride Songtsen morreu, o próximo da linha sucessória era Ü Dumtsen (U'i dum btsan, também conhecido como Langdarma) foi afastado por ser anti-budista, e o poder real foi dado a Tritsuk Detsen, também conhecido como Ralpacan (806-841), seu o terceiro filho e sucessor.
Um impressionante pilar de pedra com uma inscrição em homenagem a Tride Songtsen que está localizado no cemitério dos reis tibetanos perto de  'Phyong-rgas. Está parcialmente ilegível, mas confirma uma série de eventos históricos. É importante para datar o reinado de Tride Songtsen, uma vez que indica que a guerra com a China começou quando assumiu o poder. Os Annais Tang relatam que os chineses e tibetanos lutaram continuamente entre 799 e 803, então parece provável que Tride Songtsen tenha ascendido ao trono em torno de 800–804.